# Cheonan

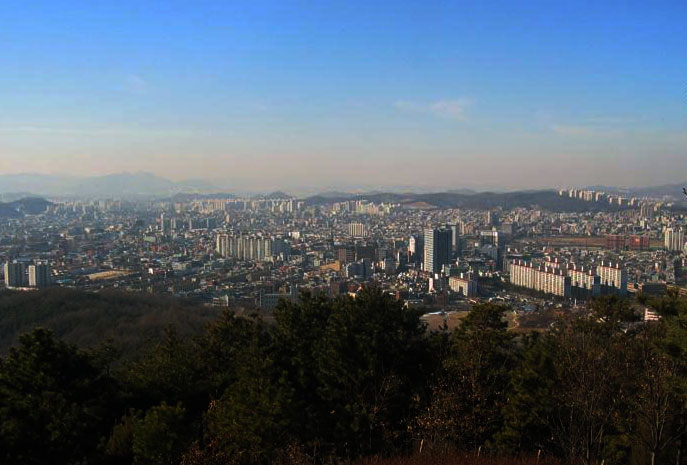
Vista de Cheonan

Cheonan é uma cidade na província de Chungcheong do Sul, na Coreia do Sul. Está localizado em 36° 49′ N, 127° 10′ L, aproximadamente 80 km ao sul de Seul. A cidade está conectada a Seul e Daejeon, ambas por estrada e por trem. Trens da Linha Gyeongbu regular param na Estação Cheonan no centro da cidade, enquanto trens expressos KTX param na Estação Cheonan-Asan. A Linha 1 do Metrô de Seul foi estendida a Cheonan e trens de metrô começaram a fazer o caminho entre Seul e Cheonan em Janeiro de 2005.
Predefinição:Chungcheong do Sul